# Ancistrosyrinx
Ancistrosyrinx là một chi ốc biển, là động vật thân mềm chân bụng sống ở biển trong họ Turridae.

## Các loài
Các loài thuộc chi Ancistrosyrinx bao gồm:
- Ancistrosyrinx clytotropis (Sykes, 1906)[2]
- Ancistrosyrinx elegans Dall, 1881[3]: đồng nghĩa của Cochlespira elegans (Dall, 1881)